# Vẽ kỹ thuật

Suy biến của hình tròn trong 3 mặt của hình chiếu trục đo vuông góc đều

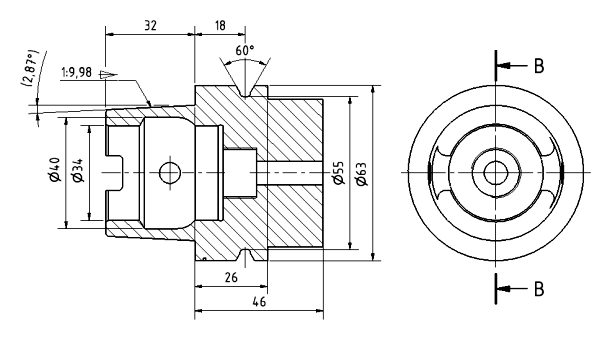
Hình chiếu đứng và chiếu cạnh của một chi tiết máy

Vẽ kỹ thuật là một môn học cơ sở quan trọng để đào tạo cho công nhân kỹ thuật, họa viên kiến trúc - xây dựng, và sinh viên trong các trường kiến trúc, xây dựng, mỹ thuật công nghiệp.

## Nội dung

Vẽ kỹ thuật

Vẽ kỹ thuật là môn học mang tính chất thực hành nhằm bồi dưỡng cho học viên có khả năng học đọc và lập các bản vẽ kỹ thuật. Trong quá trình học tập, học viên phải nắm được các kiến thức cơ bản, lý luận về phép chiếu, các phương pháp biểu diễn vật thể, các tiêu chuẩn về bản vẽ...; đồng thời phải chú trọng rèn luyện kỹ năng thực hành; kỹ năng đọc và lập các bản vẽ kỹ thuật.

## Ứng dụng
Ứng dụng Hình học họa hình để vẽ đồ án kiến trúc: vẽ các mặt bằng, mặt đứng, mặt cắt, của công trình kiến trúc và nội thất.